# لويس جبريل مورينو
لويس جبريل مورينو هو نبال فلبيني، ولد في 28 مايو 1998.